# Luciano Ventrone
Luciano Ventrone (Roma, 17 novembre 1942 – Collelongo, 15-16 aprile 2021) è stato un pittore italiano, definito da Federico Zeri il "Caravaggio del XX secolo".

## Biografia

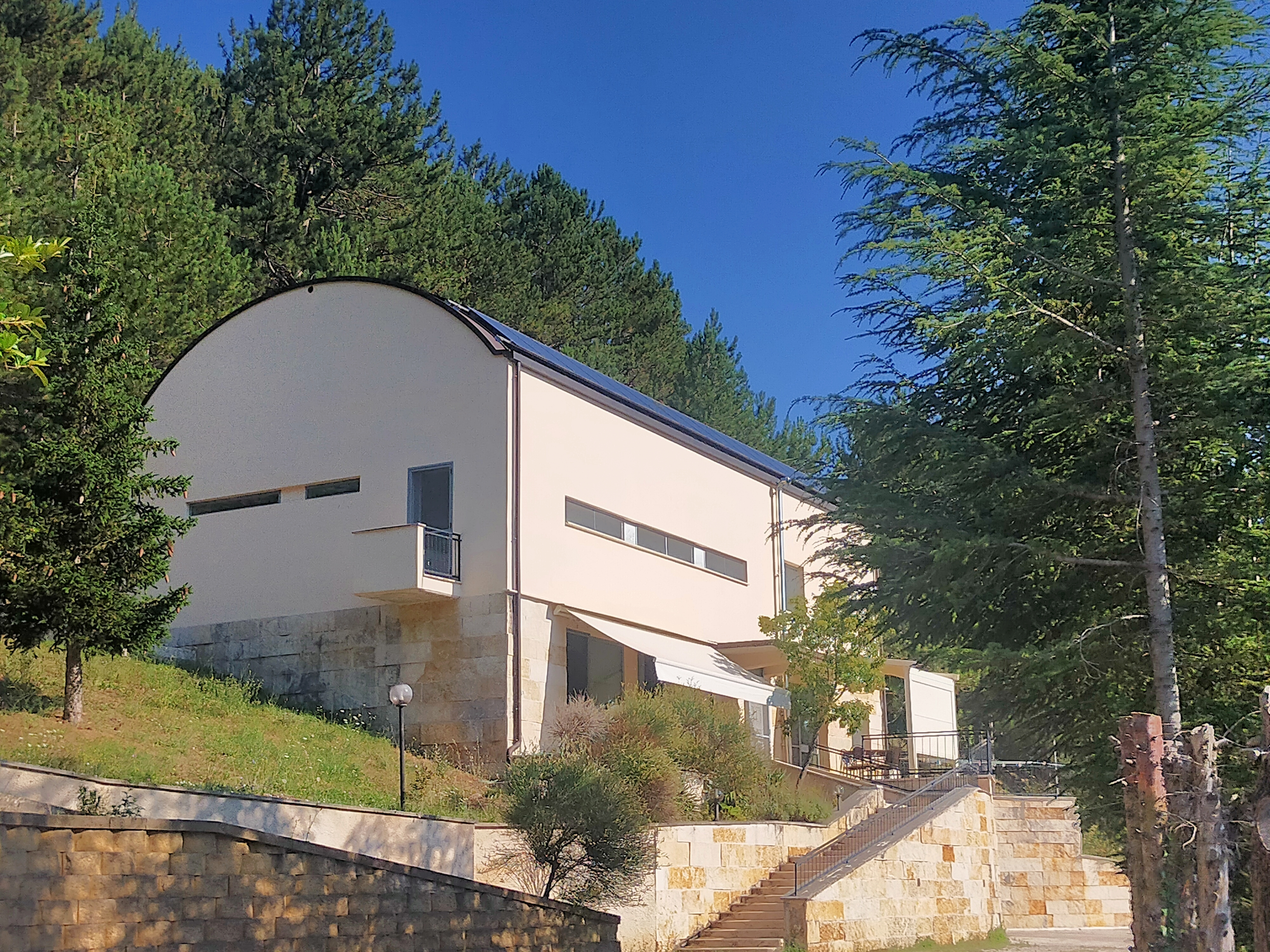
Casa museo Luciano Ventrone a Collelongo

Nacque a Roma il 17 novembre 1942 da genitori di origine campana ma all'età di sei anni si trasferì in Danimarca, ospite di una famiglia che nel dopoguerra si rese disponibile ad accogliere bambini italiani, dove trascorse l'infanzia e parte dell'adolescenza. Fu in questo periodo che sviluppò la sua passione per la pittura e all'età di 14 anni realizzò il suo primo dipinto, un paesaggio ricavato da una cartolina.
Tornato a Roma frequentò il liceo artistico, diplomandosi nel 1964, e poi si iscrisse alla Facoltà di Architettura dell'Università degli Studi di Roma "La Sapienza", che abbandonò nel 1968 per dedicarsi completamente alla pittura. Nel frattempo aveva già organizzato tre mostre delle sue opere: la prima nel 1963, presso la galleria Il Fanale di Roma, la seconda nel 1964, presso la galleria Al Ferro di Cavallo di Roma, e la terza nel 1966, presso la Facoltà di Architettura.
Nel 1968 espose le sue opere presso la galleria di Sidney Janis a New York ma la svolta nella sua carriera artistica la ebbe nel 1981 durante un'esposizione a Palazzo Cenci, quando fu notato dal critico d'arte Antonello Trombadori che due anni dopo ne scrisse sul settimanale L'Europeo; Ventrone fu così scoperto dal critico Federico Zeri, che, rimasto colpito dai suoi dipinti, gli suggerì di iniziare a disegnare nature morte. I due divennero presto amici, tanto che Ventrone realizzò almeno tre ritratti di Zeri, che lo definì come il "Caravaggio del XX secolo". Sposò la fotografa siciliana Miranda Gibilisco, che lo aiutò a realizzare i set per i suoi dipinti più realistici.
Le sue opere nel corso degli anni furono esposte sia in Italia, tra cui si segnala la mostra Luciano Ventrone. La grande illusione presso il Museo d'arte moderna e contemporanea di Trento e Rovereto (MART), ideata da Vittorio Sgarbi e Lorenzo Zichichi nell’ambito dell’esposizione Caravaggio. Il contemporaneo, e la partecipazione alla 54ª edizione della Biennale di Venezia, che all'estero, tra cui si segnalano le mostre tenute a Colonia, Oslo, Saint-Étienne, Lione, Londra, Aspen, New York, Mosca, Montréal, San Pietroburgo, Singapore e Tokyo.
Tra il 1994 e il 1995 Ventrone si trasferì a Collelongo, comune in provincia dell'Aquila alle porte del Parco nazionale d'Abruzzo, Lazio e Molise, conosciuto grazie all'amicizia con Ottaviano Del Turco. Proprio nella sua casa-studio di Collelongo è deceduto nella notte tra il 15 e il 16 aprile 2021 in seguito all'esplosione accidentale della bombola d'ossigeno che era costretto ad utilizzare a causa dei suoi problemi respiratori, provocata dall'accensione di una sigaretta.
Un anno dopo la sua scomparsa la sua casa-studio a Collelongo è stata inaugurata come casa museo su iniziativa della Fondazione Luciano Ventrone e Miranda Gibilisco ETS.

## Opere
Le sue opere sono sparse in diverse collezioni pubbliche e private tra cui la Collezione d'arte moderna del Senato della Repubblica italiano, la Collezione della National Gallery of Art di Washington e la Collezione del Museo russo di San Pietroburgo.
Nel suo primo momento artistico i temi delle sue opere sono prevalentemente forme geometriche e motivi astratti, talvolta ispirati dall'osservazione al microscopio delle cellule durante le lezioni di anatomia al liceo. Successivamente al 1980 iniziò a dipingere numerose nature morte anche se non mancano paesaggi e ritratti di personalità famose (tra cui Alberto Moravia, lo stesso Federico Zeri e Woody Allen). Stilisticamente i suoi dipinti vengono spesso ricondotti al genere dell'iperrealismo anche se lui stesso si definì "un astrattista alla prese con la realtà".
- Senza titolo (Natura morta) (1963), olio su tecnica mista su tela di lino, Archivio Luciano Ventrone
- Senza titolo (Natura morta) (1963), olio su tecnica mista su tela di lino, Archivio Luciano Ventrone
- Senza titolo (Cellule 4) (1964), Archivio Luciano Ventrone
- Sezione cervello (1968), olio su tecnica mista su tela di lino, Archivio Luciano Ventrone
- Con quanto amore (1971), olio su tecnica mista su tela di lino, Archivio Luciano Ventrone
- Ritratto di Alberto Moravia (1977), olio su tecnica mista su tela di lino, Archivio Luciano Ventrone
- Vivere nella luce (1978), olio su tecnica mista su tela di lino, Archivio Luciano Ventrone
- Caravagg-io 1 (1980), olio su tecnica mista su tela di lino, Archivio Luciano Ventrone
- Ritratto di Federico Zeri (1984), olio su tecnica mista su tela di lino, Archivio Luciano Ventrone
- Ritratto di Woody Allen (1995), olio su tela, Pinacoteca civica Francesco Podesti[15]
- Il dono di Bacco (2011), olio su tecnica mista su tela di lino, Il Cigno GG Edizioni
- Grani corallini (2012-2014), olio su tecnica mista su tela di lino, Il Cigno GG Edizioni
- Percezioni (2012-2016), olio su tecnica mista su tela di lino, Il Cigno GG Edizioni
- Attesa (2013), olio su tecnica mista su tela di lino, Archivio Luciano Ventrone
- Campo magnetico (2013), olio su lino, Il Cigno GG Edizioni
- Solleone (2013), olio su lino, Il Cigno GG Edizioni
- Linea di pensiero (2013-2014), olio su tecnica mista su tela di lino, Il Cigno GG Edizioni
- In scena (2015-2017), olio su lino, Il Cigno GG Edizioni
- Diversi (2017), olio su tecnica mista su tela di lino, Archivio Luciano Ventrone
- Silvi Marina (2017), olio su tecnica mista su tela di lino, Archivio Luciano Ventrone